# Styposis scleropsis
Styposis scleropsis är en spindelart som beskrevs av Claude Lévi 1960. Styposis scleropsis ingår i släktet Styposis och familjen klotspindlar.
Artens utbredningsområde är Panama. Inga underarter finns listade i Catalogue of Life.